# Sam Jenkins
Samuel David Jenkins (Napier, 17 febbraio 1987) è un ex calciatore neozelandese, di ruolo centrocampista.